# Vallée de la Rhymney
Cet article possède un paronyme, voir Rumney.
La Rhymney Valley (gallois : Cwm Rhymni) est l'une des vallées du sud du Pays de Galles, la Rhymney formant la frontière entre les comtés historiques de Glamorgan et Monmouthshire. Entre 1974 et 1996, un secteur d'administration dit de la Rhymney Valley a existé localement également (l'un des six Mid Glamorgan). La vallée englobe les villages de Abertysswg, Fochriw, Pontlottyn, Tir-Phil, New Tredegar, Aberbargoed, Rhymney, Ystrad Mynach, Llanbradach et les villes de Bargoed et Caerphilly.

## Géographie

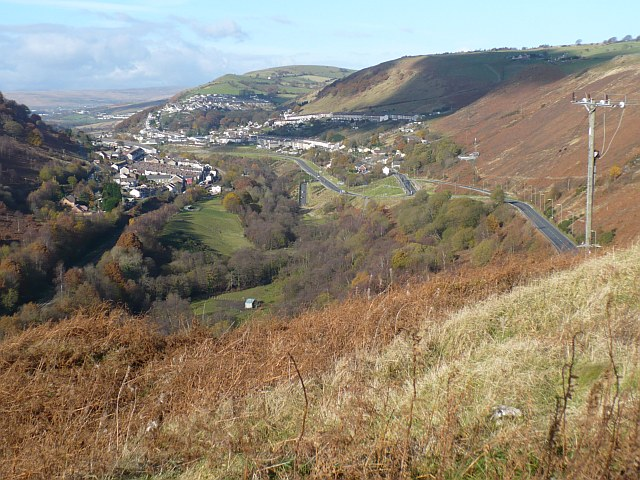
La Rhymney Valley.

À l'origine dans une vallée glaciaire, la Rhymney coule maintenant en grande partie vers le sud jusqu'à Rumney, un district de Cardiff. La rivière est l'ancienne frontière entre Glamorgan et Monmouthshire.
Groesfaen, Deri, Pentwyn et Fochriw sont situés dans la Darran Valley et non dans la Rhymney Valley. Cette vallée rejoint la vallée de la Rhymney à Bargoed.
Llanbradach est un grand village de la vallée de Rhymney entre Ystrad Mynach et Caerphilly,

## Histoire
Cette vallée est une des vallées du sud du Pays de Galles, son histoire suit largement la leur : peu peuplée jusqu'au XIXe siècle ; industrialisée pour le travail du fer, de l'acier et la production de charbon ; désindustrialisation, déclin industriel dans les années 1980 et 1990. 
La vallée de la Rhymney a produit un poète mineur, Idris Davies, né et décédé à Rhymney, célèbre pour ses poèmes associés à la localité et aux luttes de ses habitants.
Les années 1990 ont amélioré les liaisons routières vers la vallée - une route à deux voies allant au nord de Caerphilly - augmentant l'accès vers et depuis Cardiff et l'autoroute M4, accroissant le nombre de navetteurs de la vallée à Cardiff . La région est aujourd'hui l'une des plus peuplées du Pays de Galles.
La vallée de Rhymney a accueilli le National Eisteddfod en 1990.
Une légende permet d'expliquer comment le charbon a été trouvé pour la première fois dans la vallée de Rhymney. On dit que les fées locales étaient harcelées par un géant. Elles ont demandé l'aide d'un hibou qui a tué le géant. Lorsque les fées ont brûlé le corps du géant, le sol a pris feu, révélant alors le charbon.

### Gorsedd Stones

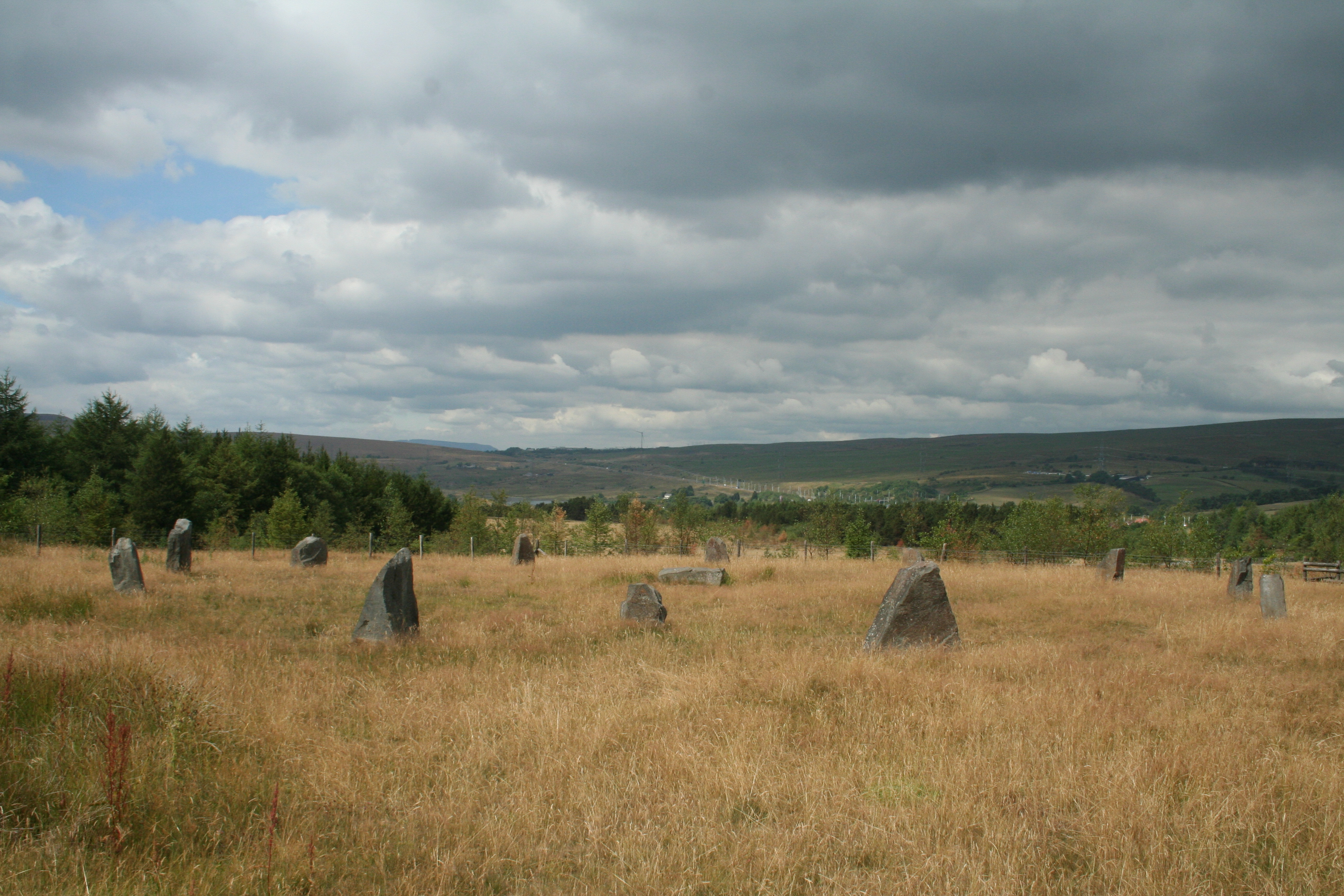
Rhymney Valley, les Gorsedd Stones.

Le cercle des pierres de Gorsedd de la vallée de la Rhymney  est situé au-dessus du parc Byrn Bach, à Tredegar, sur le site du National Eisteddfod of Wales de 1990, accueilli par le district de la Rhymney Valley.
Le site se compose de 12 pierres dressées disposées en un cercle d'environ 25 m de diamètre, la plus haute mesurant 1,8 m de haut, une treizième pierre marque l'entrée du cercle. Au centre se trouve une pierre plate connue sous le nom de pierre Logan. Des cercles de pierre de ce type ont été érigés sur tous les sites du National Eisteddfod jusqu'en 2005, date à laquelle, par économie,  on a utilisé pour la première fois des « pierres » en fibre de verre.

## Transports
- Le tracé de la Rhymney Valley Railway emprunte la vallée.